# Egzorcysta 2½
Egzorcysta 2½ (ang. Repossessed) – amerykański film komediowy z 1990 roku. Film jest parodią horroru Egzorcysta z 1973 roku i jego kontynuacji.
Tytuł alternatywny: Egzorcysta 2 i 1/2

## Treść
Nancy Aglet, jako dziecko była opętana przez złego ducha. Od tamtego czasu dorosła i założyła rodzinę. Teraz znów pada ofiarą demona. Na pomoc zostaje wezwany egzorcysta ojciec Jebedaiah Mayii („Czy mogę”), ten sam, który już raz uwolnił ją od złego ducha, kiedy była dzieckiem.

## Obsada
- Linda Blair: Nancy Aglet
- Ned Beatty: Ernest Weller
- Leslie Nielsen: ojciec Jebedaiah Mayii
- Anthony Starke: ojciec Luke Brophy
- Thom Sharp: Braydon Aglet